# Crisi alimentària a Madagascar
A mitjan 2021, una greu sequera en el sud de Madagascar ha provocat que més d'un milió de persones sofrissin inseguretat alimentària i estiguessin a la vora de la fam. Es tracta de la pitjor sequera que afecta el país des del 1981.
Es preveu que almenys mig milió de nens menors de cinc anys estiguin desnodrits agudament i que unes 14.000 persones es troben en el nivell cinc del Programa Mundial d'Aliments (PMA), que significa «catàstrofe», perquè, segons el cap de l'organització a Madagascar, Moumini Ouedraogo, «no tenen absolutament res per menjar» amb el risc de duplicar aquest octubre. Les Nacions Unides consideren que és el primer cop que la fam extrema que pateix una regió és causada de manera única i directa per l'impacte del canvi climàtic.
El govern malgaix assenyala que entre novembre del 2020 i el gener del 2021 les regions del sud van rebre menys del 50% de les precipitacions a l'inici de la temporada agrícola. A més a més, la situació es va empitjorar encara més per les tempestes de sorra i les plagues de Spodoptera exempta. Això va provocar que aquest any hi hagués pèrdues importants de fins al 60% de la producció agrícola en comparació els últims anys. Altrament, el govern del país assegura que estan realitzant «esforços» per arribar a l’«autosuficiència alimentària mitjançant el sorgiment d'un sector agrícola modern».
En l'últim mes de la temporada de sequera d'aquest any, l'octubre, el PMA va xifrar en 1.300.000 els malgaixos que necessiten assistència alimentària i nutricional d’emergència, una xifra similar a la resta de la temporada.